# Soyo
El soyo es un caldo o sopa espesa de carne majada a mortero, condimentada con especias varias y hortalizas. Platillo originario de Paraguay,su consumo se ha popularizado extraordinariamente en todo el territorio del país.
La palabra «soyo» no es sino un apócope de so’ó josopy, denominación guaraní compuesta de los vocablos so'o («carne»), y josopy, un derivado a su vez de josopyré que significa «que fue apisonada». Es pues, conforme a la traducción literal, «carne que fue apisonada». Cuando la carne no es apisonada sino que se la hierve en el caldo en trocitos, se dice que se trata de un so'o josopy ita'y, que no es otra cosa que un caldo cuajado, y por consecuente, el plato es significativamente menos sabroso.
La forma tradicional de preparación del soyo utiliza carne picada (preferiblemente de rabadilla o carnaza negra), agua fría, arroz, aceite o grasa, cebolla, locote, tomate, cebollitas de verdeo, harina (en muy escasa y medida cantidad), sal a gusto y orégano y perejil. El soyo se prepara de la siguiente manera: se pisan en el mortero o se pasa varias veces por la máquina de molinar la carne y el arroz, hasta formar una pasta. Se coloca en un recipiente con el agua fría y se revuelve hasta mezclar completa y perfectamente. Se calienta el aceite o la grasa y se dora en él la cebolla, agregando luego tomate, locote y cebollita, finamente cortados.
Luego se añade la harina, se revuelve y  cuando se forma una salsa, se añade la mezcla de carne, arroz y agua. Se revuelve continuamente hasta que suelte el hervor. Para finalizar se le agregan sal, orégano y perejil finamente picados.  Conforme al gusto de los comensales, una vez concluida la cocción de la sopa, ella puede volver a pasarse por la licuadora para hacerla más espesa. En la preparación se utiliza como elemento para revolver el caldo, una espátula de madera.